# 塔澤哈巴德納拉克村
塔澤哈巴德納拉克村（波斯語：‎），是伊朗吉兰省阿姆拉什县中央區南阿姆拉什鄉的一个村。2006年人口普查顯示該村人口为104人，分佈在29个家庭中。